# Ляйбертінген
Ляйбертінген (нім. Leibertingen) — громада в Німеччині, знаходиться в землі Баден-Вюртемберг. Підпорядковується адміністративному округу Тюбінген. Входить до складу району Зігмарінген.
Площа — 47,20 км2. Населення становить 630 305 ос. (станом на 31 грудня 2020).

## Географія

### Адміністративний поділ
Громада складається з таких районів:
| Герб             | Назва                | Населення | Площа   | Площа         |
| ---------------- | -------------------- | --------- | ------- | ------------- |
| Leibertingen     | Ляйбертінген (центр) | 679       | 1729 га | 17.291.515 м² |
| Altheim          | Альтгайм             | 239       | 456 га  | 4.560.063 м²  |
| Kreenheinstetten | Кренгайнштеттен      | 638       | 1588 га | 15.879.990 м² |
| Thalheim         | Тальгайм             | 643       | 947 га  | 9.472.579 м²  |

## Галерея

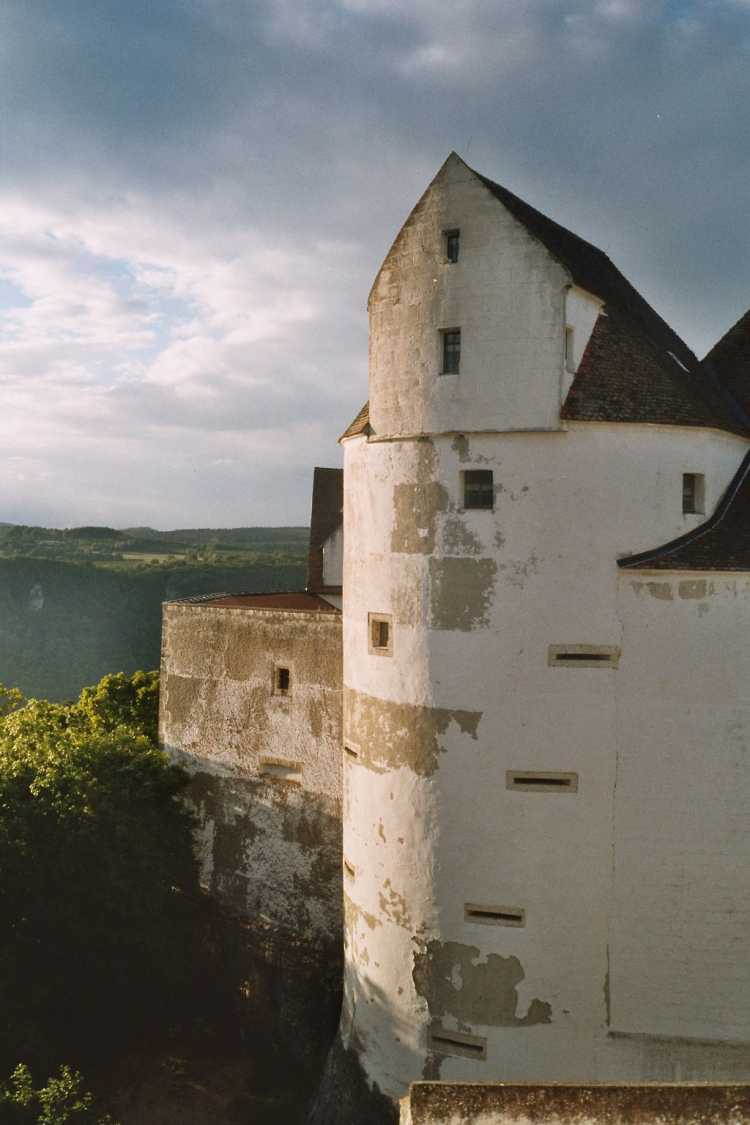

## Відомі люди
- Абрахам а Санта-Клара — німецький священик, ймовірно, найбільш впливовий проповідник в Південній Німеччині і Австрії кінця 17 і початку 18 ст. Народився у містечку Креенгайнштеттен.